# Repubblica dell'Albania Centrale
La Repubblica dell'Albania Centrale (in albanese Republika e Shqipërisë së Mesme) fu uno stato non riconosciuto di breve durata fondato il 16 ottobre 1913 con il suo centro amministrativo a Durazzo, oggi in Albania.

## Storia
Il governo della Repubblica dell'Albania Centrale fu istituito a Durazzo il 16 ottobre 1913 da Essad Pasha Toptani e terminò quando Guglielmo di Wied, principe del Principato d'Albania, prese il controllo del paese al suo arrivo in Albania il 7 marzo 1914. Alcune fonti collegano la fine della Repubblica dell'Albania Centrale con la data del 1º febbraio 1914, quando una delegazione albanese guidata da Essad Pasha Toptani offrì il trono albanese a Guglielmo di Wied. La bandiera della Repubblica dell'Albania Centrale era rossa con una stella bianca in basso a destra.
La Repubblica dell'Albania centrale emesse propri francobolli postali. Faik Konitza diede inizialmente il suo sostegno al governo di Essad Pasha.

### Essad Pasha Toptani

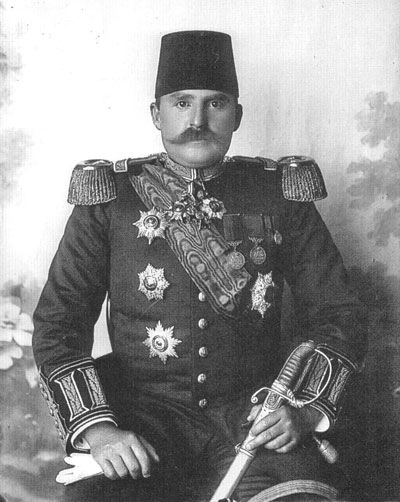
Essad Pasha Toptani

Il ruolo più importante nella creazione della Repubblica dell'Albania centrale fu dato da Essad Pasha Toptani. Durante la prima guerra balcanica, divenne famoso per la sua resistenza durante l'assedio di Scutari. Era un membro della famiglia Toptani, una delle tante famiglie formate da ricchi proprietari terrieri musulmani feudali con uno status privilegiato durante il dominio ottomano. Questi proprietari terrieri musulmani, insieme ai sacerdoti musulmani, temevano di perdere il loro status di privilegio dopo la firma del Trattato di pace di Londra e della decisione delle Grandi Potenze sul futuro status del territorio che oggi appartiene all'Albania.

### Supporto dal Regno di Serbia
Il Regno di Serbia accettò di sostenere finanziariamente il governo di Essad Pasha, e, se necessario, anche con la forza militare. In cambio, Essad Pasha accettò di neutralizzare un folto gruppo di circa 20.000 kachak (ribelli) dal Kosovo e dalla Macedonia. Erano guidati da Isa Boletini e sostenuti da Ismail Qemali e dal suo governo provvisorio albanese. Essad Pasha accettò di aiutare il Regno di Serbia ad acquisire parte delle zone costiere a nord del Drin Nero.

### Rapporti con l'Impero ottomano

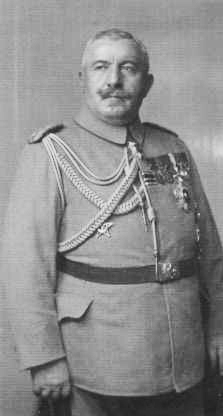
Ahmed İzzet Pasha

I proprietari terrieri musulmani filo-ottomani e i sacerdoti sostenevano Essad Pasha Toptani, che rimase fedele all'Impero ottomano durante la prima guerra mondiale e mantenne stretti contatti con il governo di Istanbul. I Giovani Turchi di Istanbul speravano ancora di ripristinare la sovranità ottomana in Albania e inviarono agenti nel paese. Un complotto del governo dei giovani turchi e guidato da Bekir Fikri per ripristinare il controllo ottomano sull'Albania attraverso l'insediamentodi un ufficiale ottomano-albanese Ahmed Izzet Pasha come monarca è stato scoperto dai serbi e segnalato alla CPI. Ismail Qemali sostenne il complotto per l'assistenza militare contro Serbia e Grecia. La Commissione internazionale di controllo (ICC), un'organizzazione che amministrava temporaneamente l'Albania per conto delle Grandi Potenze, permise ai loro ufficiali olandesi in servizio come gendarmeria albanese di dichiarare lo stato di emergenza e fermare il complotto. Fecero irruzione a Valona il 7-8 gennaio 1914, scoprendo più di 200 truppe ottomane e arrestando Fikri. Durante il processo di Fikri emerse il complotto e un tribunale militare della CPI sotto il colonnello Willem de Veer lo condannò a morte, pena successivamente commutata in ergastolo, mentre Qemali e il suo gabinetto si dimisero. Dopo che Qemali lasciò il paese, si verificarono turbolenze in tutta l'Albania.

### Rivalità con il governo provvisorio dell'Albania di Qemali

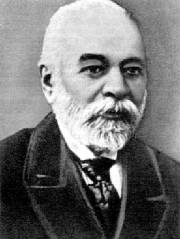
Ismail Qemali

Mentre Essad Pasha Toptani fondava la Repubblica dell'Albania Centrale, c'era un altro governo rivale a Valona — il Governo Provvisorio dell'Albania — guidato da Ismail Qemali che desiderava controllare il territorio della Repubblica dell'Albania Centrale. Questo governo fu istituito da un gruppo di albanesi guidati da Ismail Qemali e che rivendicavano la sovranità su quattro vilayet ottomani. Durante i negoziati tra ribelli albanesi e negoziatori dell'Impero ottomano nel 1912 infatti, le parti avevano deciso di fondere i quattro vilayet del Kosovo, Scutari, Monastir e Giannina in uno, il vilayet albanese. Dall'inizio della prima guerra balcanica, prima che questo accordo fosse confermato nell'assemblea, dell'Impero ottomano, questo vilayet albanese unito rimase ufficialmente non riconosciuto. La sua indipendenza fu dichiarata il 28 novembre 1912 da un gruppo di albanesi che Qemali aveva raccolto da tutti e quattro i vilayet ottomani insieme a quattro uomini albanesi della Romania. L'Austria e l'Italia sostennero le intenzioni di Ismai Qemali e del suo governo di creare uno stato il cui territorio si estendesse su tutte le aree popolate da albanesi, compreso il Kosovo, parti del Montenegro, Macedonia e Grecia.
Nella sua opera, Memorandum on Albania, Essad Pasha Toptani ha negato che il governo di Qemali fosse legittimo, scrivendo che si trattava "della creazione personale di un certo numero di uomini".

## Risvolti
Con l'istituzione della Repubblica dell'Albania centrale, Essad Pasha Toptani ha isolato i sostenitori di Ismail Qemali e del suo governo provvisorio dell'Albania dalla parte settentrionale dell'Albania popolata principalmente da popolazioni cattoliche. Questi cattolici erano riluttanti a sottomettersi a uno dei due governi nazionali, così come erano riluttanti ad arrendersi alla Porta. Così, dopo le guerre balcaniche e prima che il principe Guglielmo di Wied prendesse il controllo del principato d'Albania di nuova costituzione il 7 marzo 1914, l'Albania fu divisa in tre parti. Una parte a nord del fiume Mat era sotto il controllo dei cattolici, la parte centrale era un territorio detenuto dalla Repubblica dell'Albania centrale e sotto il controllo del governo guidato da Essad Pasha Toptani, mentre la terza parte, a sud del fiume Shkumbin, era sotto il controllo del Governo provvisorio dell'Albania guidato da Ismail Qemali che dichiarò l'indipendenza del Vilayet albanese.